# Herne
Herne je město s postavením městského okresu v německé spolkové zemi Severní Porýní-Vestfálsko. Nachází se v průmyslové oblasti Porúří mezi dalšími městy, Bochumí a Gelsenkirchenem. Současně leží také ve vládním obvodu Arnsberg. Patří do Metropolitního regionu Porýní-Porúří. Žije zde přibližně 158 tisíc obyvatel.
V současných hranicích je město výsledkem několika regionálních reforem, v jejichž důsledku k němu bylo v minulosti připojeno několik dalších obcí, například v roce 1975 město Wanne-Eickel. V roce 1939 žilo v Herne přes 96 tisíc obyvatel, v roce 2011 zde žilo téměř 165 tisíc obyvatel. Co do rozlohy je Herne po Offenbachu druhé nejmenší velkoměsto v Německu, zároveň má po Mnichově a Berlíně třetí nejvyšší hustotu zalidnění v Německu.
V minulosti bylo Herne průmyslovým hornickým městem. Nacházely se zde významné uhelné doly Zechen Shamrock, Constantin, Mont Cenis a Friedrich der Große.

## Osobnosti
- Günter Sawitzki (1932–2020), německý fotbalový brankář a reprezentant[2]
- Heinz Stuy (* 1945), bývalý nizozemský fotbalový brankář a reprezentant[3]
- Joachim Król (* 1957), německý herec[4]
- Claudia Losch (* 1960), bývalá západoněmecká atletka, mistryně světa a olympijská vítězka ve vrhu koulí[5]

## Partnerská města
- Hénin-Beaumont, Francie (od roku 1954)
- Wakefield, Spojené království (od roku 1956)
- Ometepe, Nikaragua (od roku 1988)
- Bělgorod, Rusko (od roku 1990)
- Lutherstadt Eisleben, Sasko-Anhaltsko, Německo (od roku 1990)
- Konin, Polsko (od roku 1991)